# Herbert Hoover High School (Des Moines)
Herbert Hoover High School, usualmente llamada como Hoover High School o Hoover, es una escuela de secundaria localizada en el lado noroeste de Des Moines, Iowa. Es una de las cinco escuelas secundarias bajo el distrito de las Escuelas Públicas de Des Moines, y nombrada por el 31° Presidente de los Estados Unidos Herbert Hoover. La mascota deportiva de la escuela es el  Huski.

## Estudiantes
En el año escolar 2005–2006, la escuela contaba con 1,212 estudiantes inscritos en Hoover.

### Inscripción
| Año       | Total | Seniors (12° grado) | Juniors (11° grado) | Sophomores (10° grado) | Freshmen (9° grado) |
| --------- | ----- | ------------------- | ------------------- | ---------------------- | ------------------- |
| 2005-2006 | 1,212 | 244                 | 265                 | 333                    | 370                 |
| 2004-2005 | 1,210 | 227                 | 258                 | 331                    | 394                 |
| 2003-2004 | 1,197 | 242                 | 259                 | 314                    | 382                 |
| 2002-2003 | 1,260 | 286                 | 307                 | 296                    | 371                 |